# スラフコフ・ウ・ブルナ
スラフコフ・ウ・ブルナ（Slavkov u Brna [ˈslafkof ˈu br̩na]）は、チェコ共和国モラヴィア地方、ブルノ市の東にある小都市。ドイツ語名アウステルリッツ（Austerlitz）。

## 観光
- 市街地西郊に広がる野が、ナポレオン戦争の大一番・アウステルリッツの戦い（いわゆる三帝会戦、1805年12月2日）の古戦場であり、プラツェという小さな町の丘には平和記念碑が建てられている。
- 街の中心に位置するアウステルリッツ宮殿は、現在歴史博物館として使われており、アウステルリッツの戦いに関する展示を見ることができる。

## ギャラリー

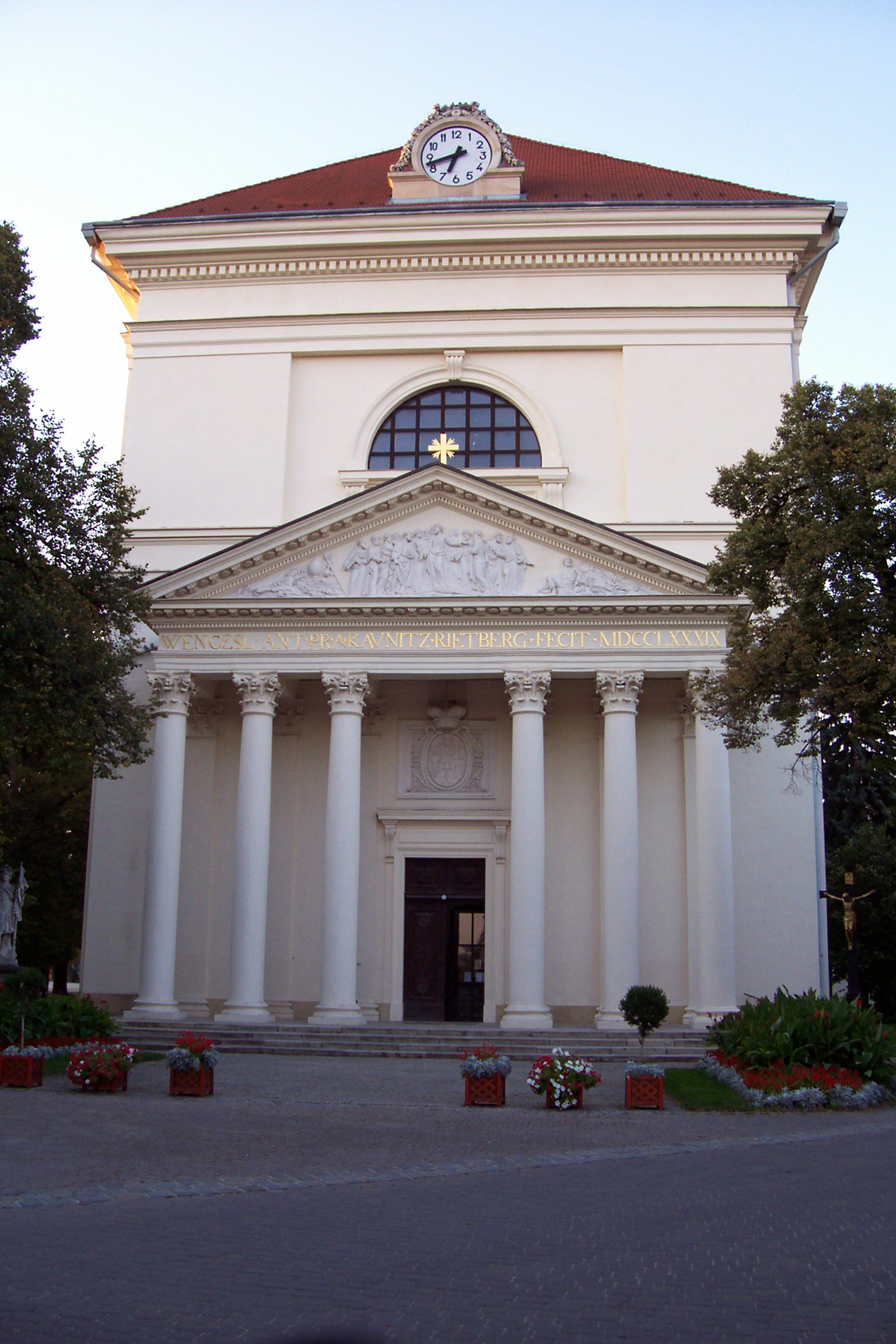
Church of the Resurrection
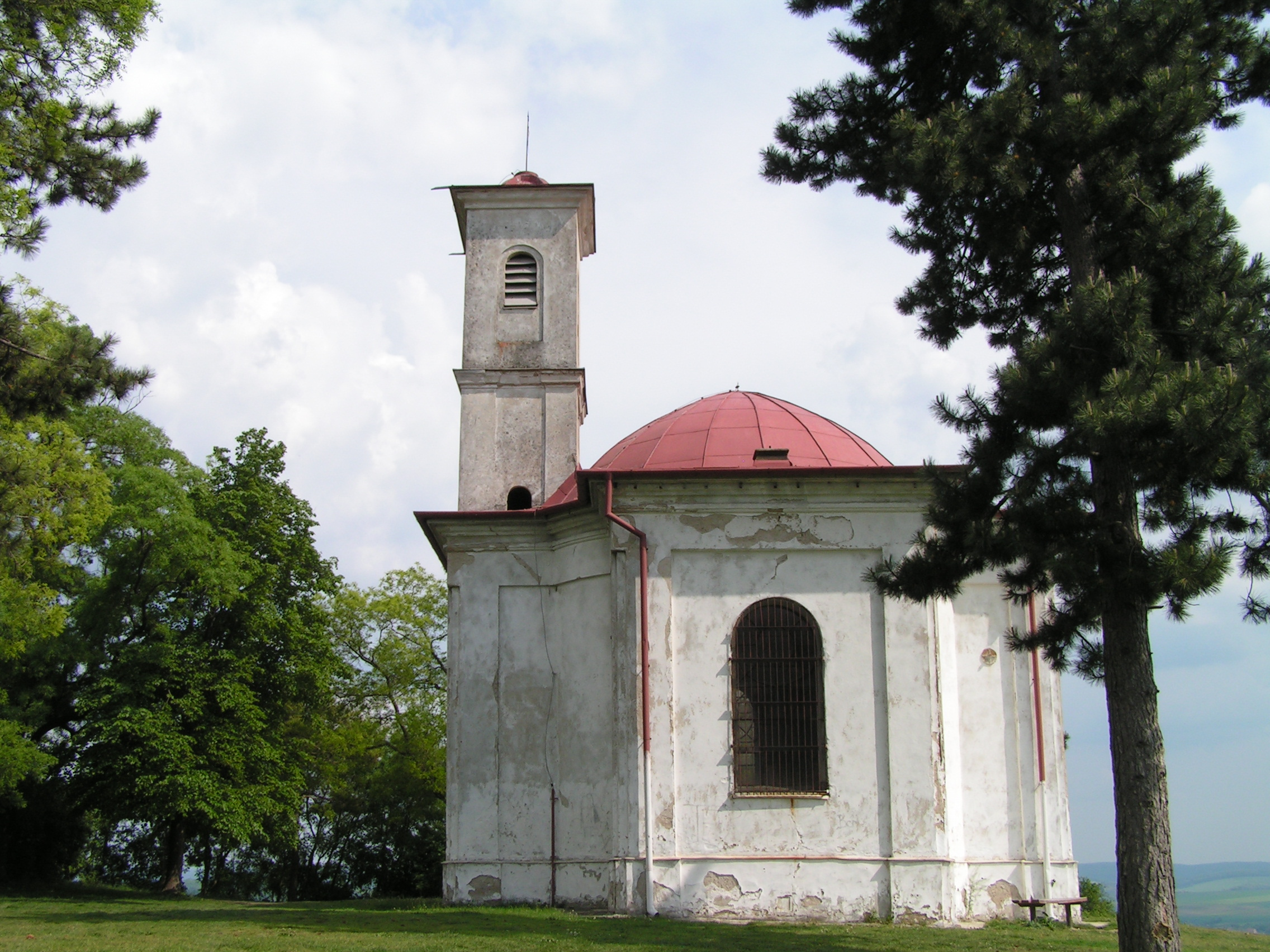
St. Urbanus Chapel on a hill over the town
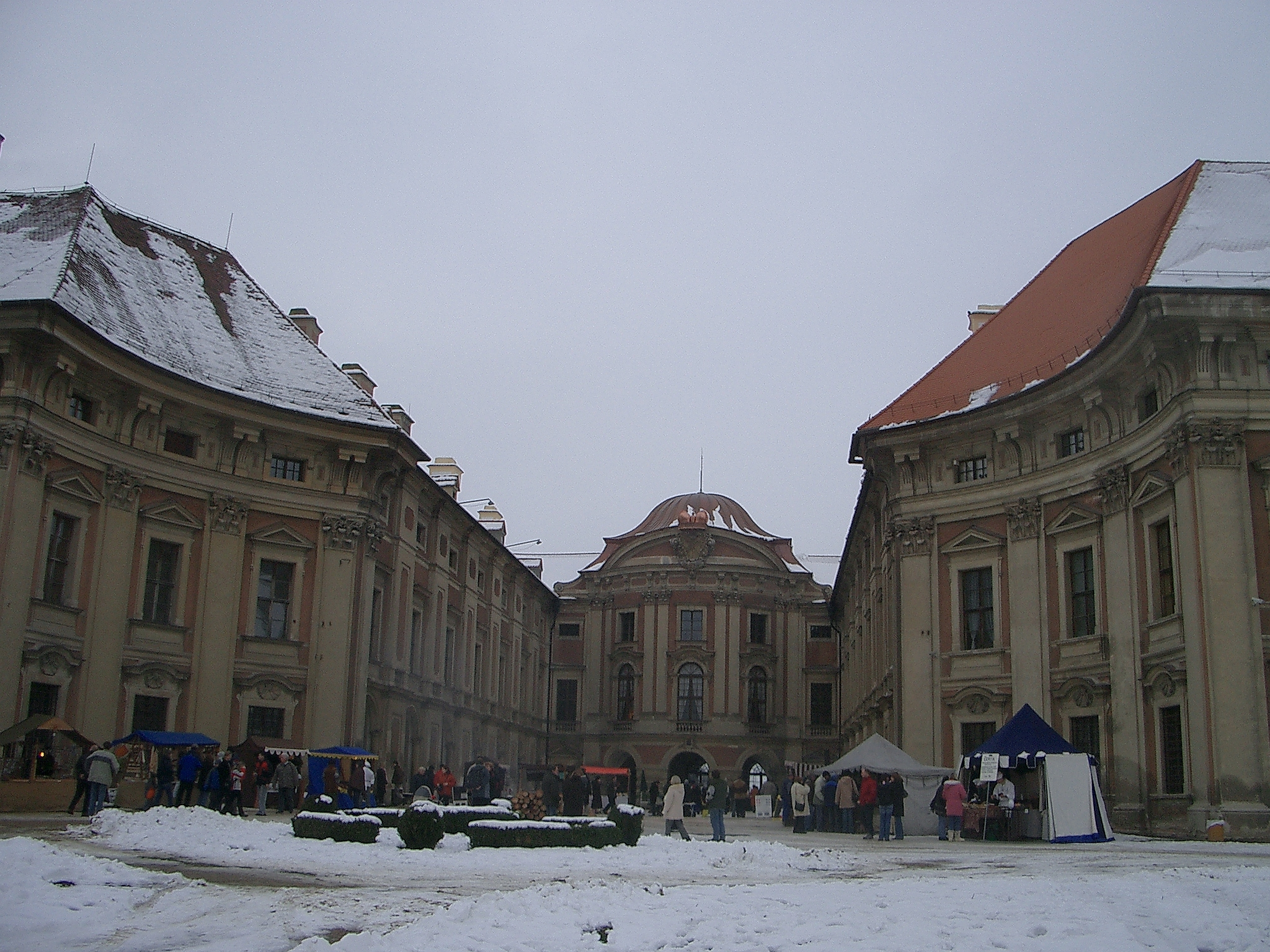
アウステルリッツ宮殿
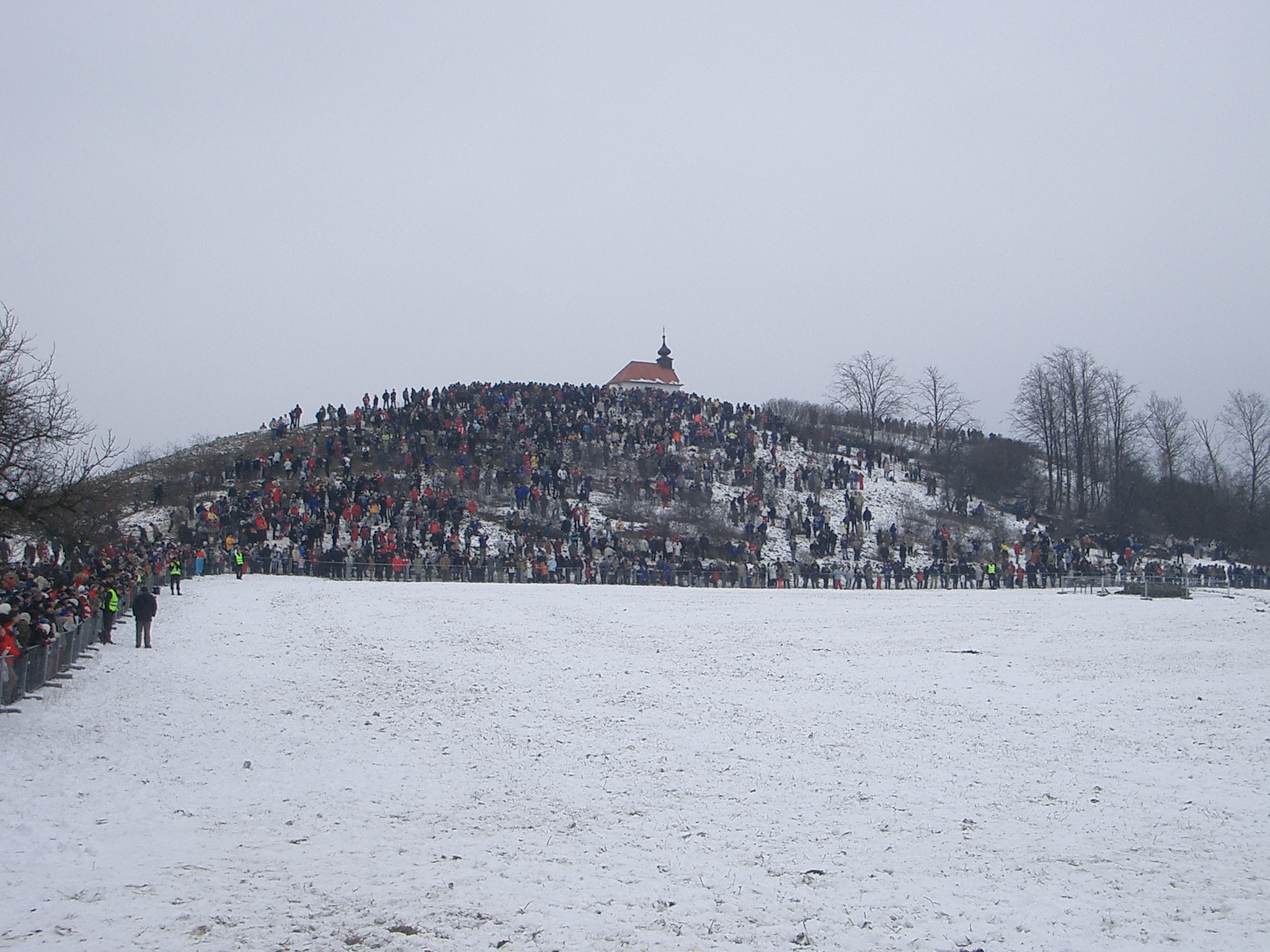
Santon Hill (with visitors during the 200th anniversary)
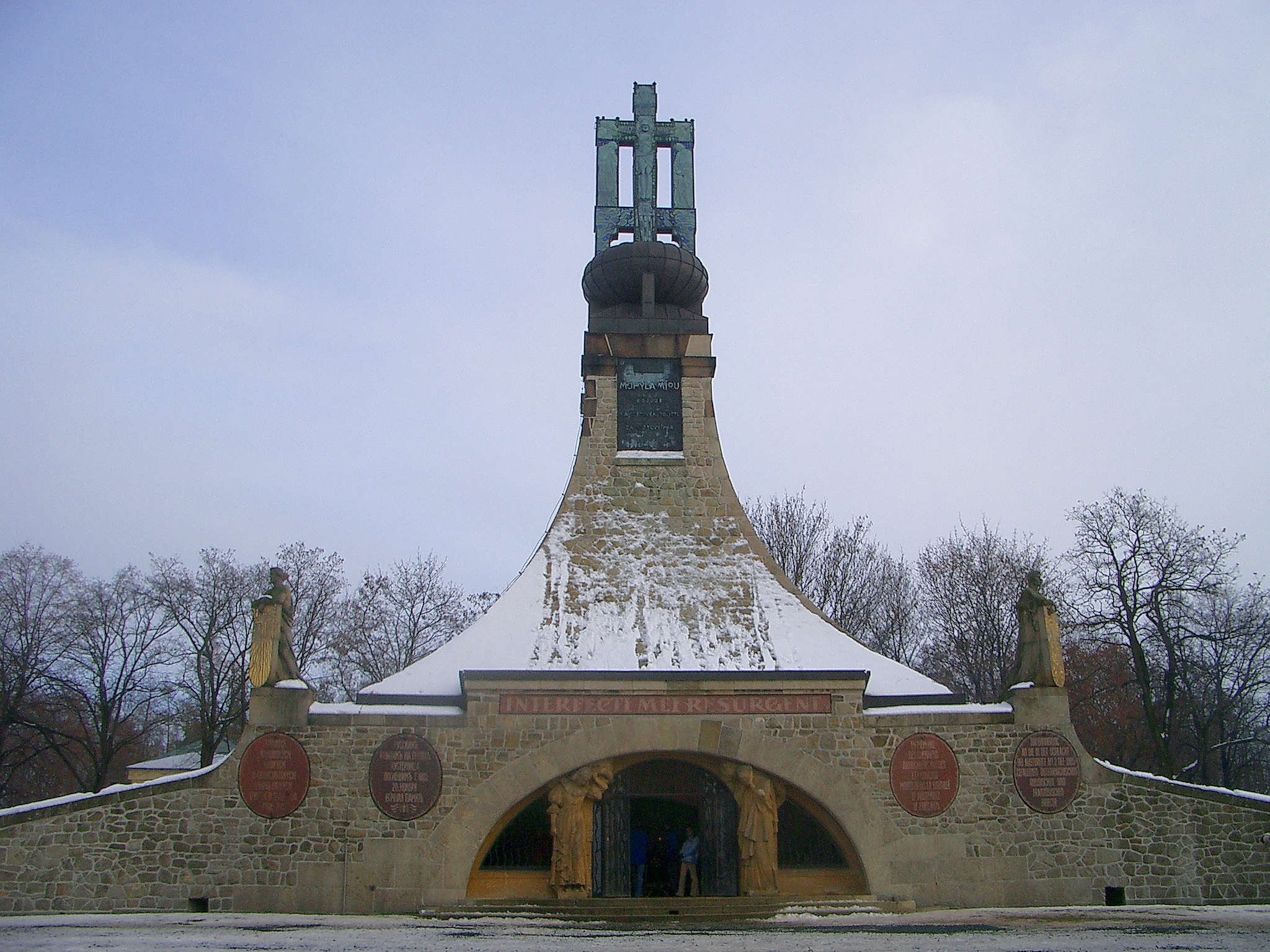
平和記念碑
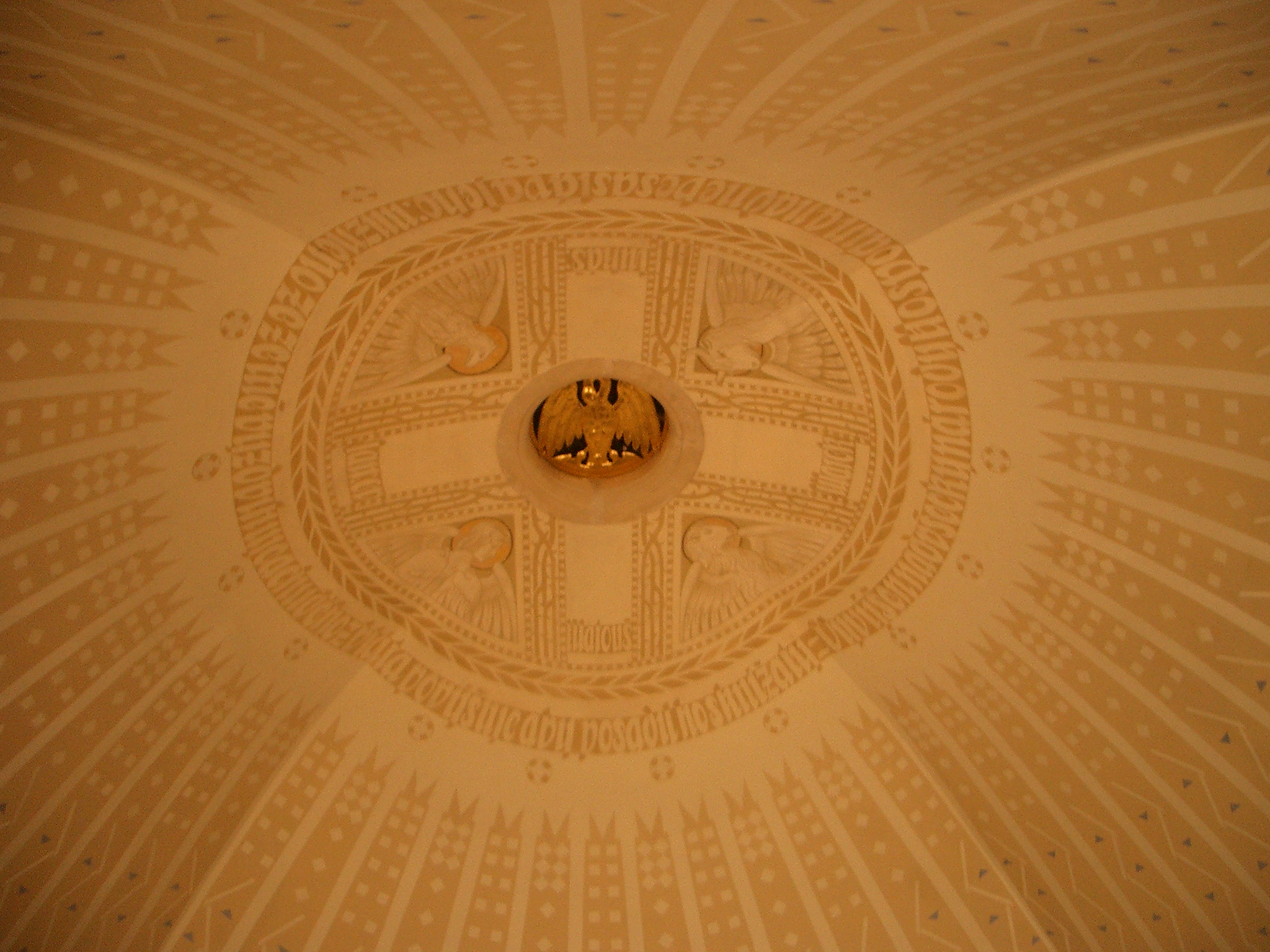
平和記念碑のクーポラ
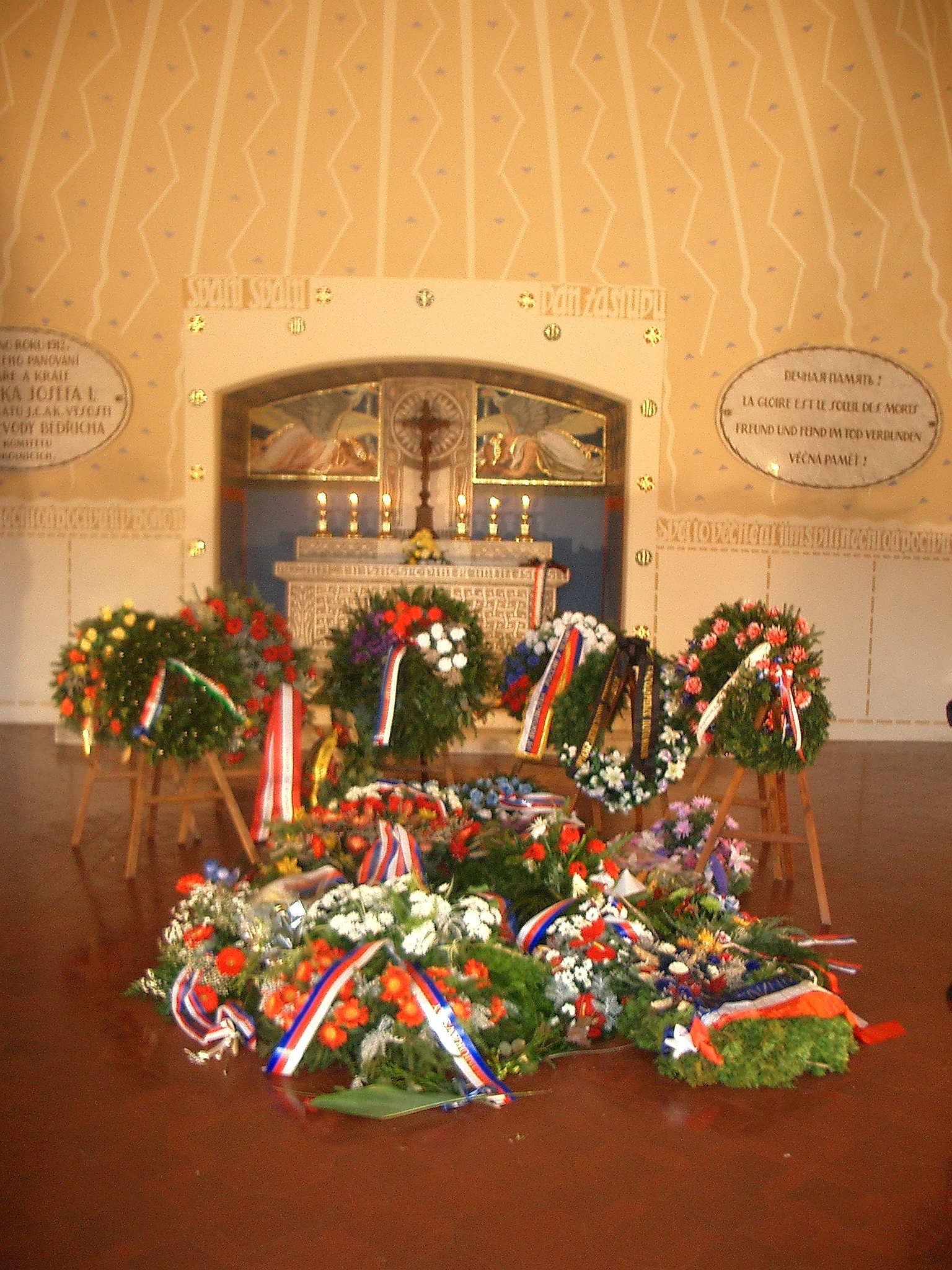
Interior of the Peace Memorial with wreaths commemorating the 200th anniversary
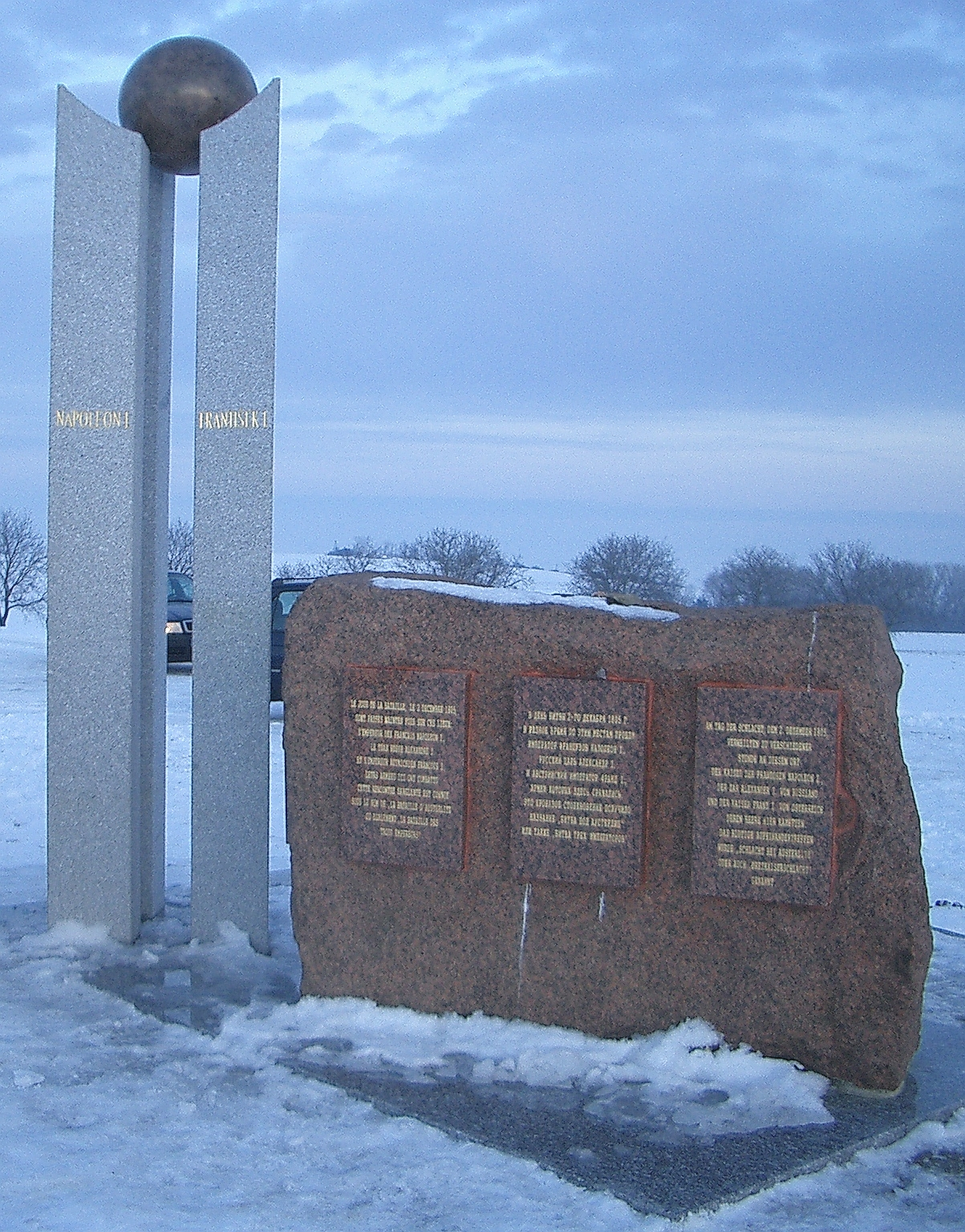
Monument to the Three Emperors at the Old Vineyards
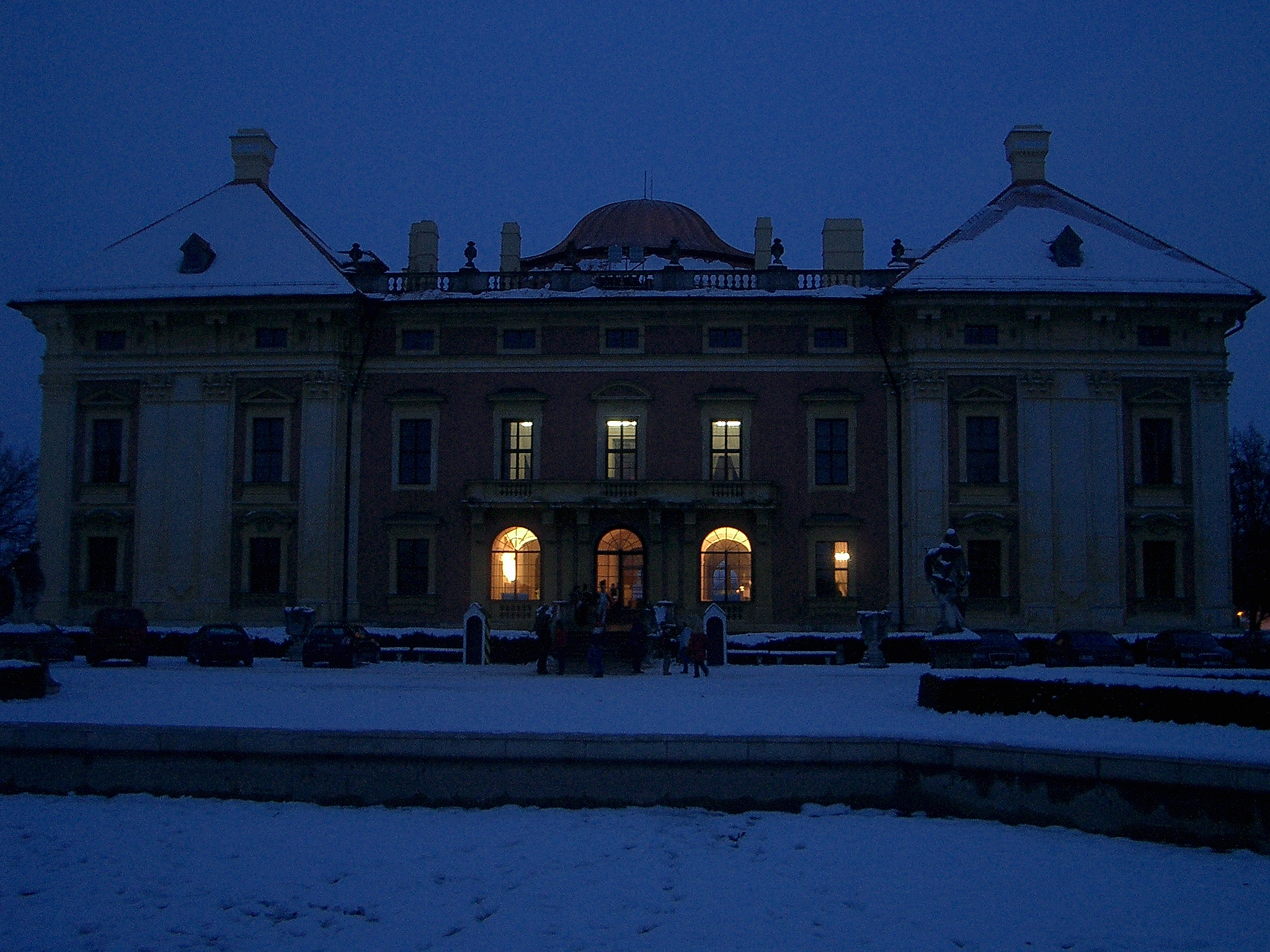
Austerlitz Palace seen from the park at dusk